# Società Sportiva Milazzo 2012-2013
Questa voce raccoglie le informazioni riguardanti la Società Sportiva Milazzo nelle competizioni ufficiali della stagione 2012-2013.

## Stagione
A causa del mancato pagamento degli stipendi ai calciatori, il 4 ottobre gli elementi della prima squadra hanno dichiarato sciopero e la squadra, nella sesta giornata di campionato di due giorni dopo, è scesa in campo con la formazione Berretti perdendo per 6-0 in trasferta contro il Castiglione: la formazione era composta da dodici calciatori e in panchina non era presente lo staff medico.
La squadra chiude il campionato all'ultimo posto, con 9 punti (e 2 di penalizzazione), nessuna vittoria e la conseguente retrocessione in Serie D. A sorpresa era stata inserita nel Girone A, composto esclusivamente da squadre del Settentrione d'Italia; la scelta non aveva lasciato felici i dirigenti della società.

## Rosa
| N. |                   | Ruolo | Calciatore                 |
| -- | ----------------- | ----- | -------------------------- |
|    | Italia (bandiera) | P     | Andrea Conti               |
|    | Italia (bandiera) | P     | Francesco Durantini        |
|    | Italia (bandiera) | P     | Roberto Longo              |
|    | Italia (bandiera) | P     | Umberto Previti            |
|    | Italia (bandiera) | P     | Matteo Ricci               |
|    | Italia (bandiera) | P     | Andrea Tesoniero           |
|    | Italia (bandiera) | P     | Giuseppe Zampaglione       |
|    | Italia (bandiera) | D     | Luca Alessandro            |
|    | Italia (bandiera) | D     | Rosario Alongi             |
|    | Italia (bandiera) | D     | Luca Bellich               |
|    | Italia (bandiera) | D     | Vincenzo Buzzanca          |
|    | Italia (bandiera) | D     | Tommaso Cancelloni         |
|    | Italia (bandiera) | D     | Giuseppe Di Pasquale       |
|    | Italia (bandiera) | D     | Francesco Franchesa Gherra |
|    | Italia (bandiera) | D     | Rocco Giunta               |
|    | Italia (bandiera) | D     | Francesco Giusti           |
|    | Italia (bandiera) | D     | Francesco Maggio           |
|    | Italia (bandiera) | D     | Felice Pepe                |
|    | Italia (bandiera) | D     | Marco Pergolizzi           |
|    | Italia (bandiera) | D     | Nicola Santini             |
|    | Italia (bandiera) | D     | Gerardo Strumbo            |
|    | Italia (bandiera) | C     | Davide Agostini            |
|    | Italia (bandiera) | C     | Giuseppe Alosi             |
|    | Italia (bandiera) | C     | Emanuele Aprile            |
|    | Italia (bandiera) | C     | Davide Benenati            |
|    | Italia (bandiera) | C     | Mario Bizzarri             |
|    | Italia (bandiera) | C     | Francesco Calcagno         |
|    | Italia (bandiera) | C     | Giovanni Campanaro         |
|    | Italia (bandiera) | C     | Marco Cuomo                |
|    | Italia (bandiera) | C     | Andrea D'Amico             |

| N. |                     | Ruolo | Calciatore              |
| -- | ------------------- | ----- | ----------------------- |
|    | Italia (bandiera)   | C     | Nicola Della Penna      |
|    | Italia (bandiera)   | C     | Francesco Evola         |
|    | Francia (bandiera)  | C     | Marc Lewandowski ()     |
|    | Italia (bandiera)   | C     | Antonio Maglia          |
|    | Italia (bandiera)   | C     | Giuseppe Maisano        |
|    | Italia (bandiera)   | C     | Francesco Mancini       |
|    | Italia (bandiera)   | C     | Francesco Mantarro      |
|    | Italia (bandiera)   | C     | Vito Migliore           |
|    | Italia (bandiera)   | C     | Alessandro Morina       |
|    | Italia (bandiera)   | C     | Valerio Petrucci        |
|    | Italia (bandiera)   | C     | Giuseppe Prestia        |
|    | Italia (bandiera)   | C     | Vittorio Salustri       |
|    | Italia (bandiera)   | C     | Francesco Simonetti     |
|    | Italia (bandiera)   | C     | Luca Tricomi            |
|    | Italia (bandiera)   | C     | Orazio Urso             |
|    | Paraguay (bandiera) | A     | Elhennio Canete Candia  |
|    | Italia (bandiera)   | A     | Saverio Cartone         |
|    | Italia (bandiera)   | A     | Giuseppe D'Amico        |
|    | Italia (bandiera)   | A     | Giuseppe Dama           |
|    | Italia (bandiera)   | A     | Fausto Di Bella         |
|    | Italia (bandiera)   | A     | Michele Di Piedi        |
|    | Italia (bandiera)   | A     | Daniele Grandi          |
|    | Italia (bandiera)   | A     | Gilberto Guerriero      |
|    | Italia (bandiera)   | A     | Giovanni La Spada       |
|    | Italia (bandiera)   | A     | Simone Hamon Mastroieni |
|    | Italia (bandiera)   | A     | Francesco Mignogna      |
|    | Italia (bandiera)   | A     | Federico Moretti        |
|    | Italia (bandiera)   | A     | Rosario Rasà            |
|    | Italia (bandiera)   | A     | Domenico Suriano        |
|    | Italia (bandiera)   | A     | Cristian Traviglia      |

## Risultati

### Campionato

#### Girone di andata
| 2 settembre 2012 1ª giornata | Casale | 0 – 0 | Milazzo |  |

| 9 settembre 2012 2ª giornata | Milazzo | 0 – 4 | Forlì |  |

| 16 settembre 2012 3ª giornata | Fano | 3 – 3 | Milazzo |  |

| 23 settembre 2012 4ª giornata | Milazzo | 2 – 2 | Pro Patria |  |

| 30 settembre 2012 5ª giornata | Alessandria | 5 – 1 | Milazzo |  |

| 7 ottobre 2012 6ª giornata | Castiglione | 6 – 0 | Milazzo |  |

| 14 ottobre 2012 7ª giornata | Milazzo | 0 – 3 | Savona |  |

| 21 ottobre 2012 8ª giornata | Bellaria | 3 – 1 | Milazzo |  |

| 28 ottobre 2012 9ª giornata | Milazzo | 1 – 1 | Giacomense |  |

| 4 novembre 2012 10ª giornata | Venezia | 1 – 1 | Milazzo |  |

| 11 novembre 2012 11ª giornata | Milazzo | 1 – 1 | Vallée d'Aoste |  |

| 18 novembre 2012 12ª giornata | Renate | 0 – 0 | Milazzo |  |

| 25 novembre 2012 13ª giornata | Milazzo | 1 – 2 | Santarcangelo |  |

| 2 dicembre 2012 14ª giornata | Mantova | 1 – 0 | Milazzo |  |

| 9 dicembre 2012 15ª giornata | Milazzo | 0 – 0 | Monza |  |

| 16 dicembre 2012 16ª giornata | Rimini | 4 – 0 | Milazzo |  |

| 22 dicembre 2012 17ª giornata | Milazzo | 2 – 5 | Bassano Virtus |  |

#### Girone di ritorno
| 6 gennaio 2013 18ª giornata | Milazzo | 0 – 1 | Casale |  |

| 13 gennaio 2013 19ª giornata | Forlì | 6 – 0 | Milazzo |  |

| 20 gennaio 2013 20ª giornata | Milazzo | 1 – 2 | Fano |  |

| 27 gennaio 2013 21ª giornata | Pro Patria | 5 – 0 | Milazzo |  |

| 3 febbraio 2013 22ª giornata | Milazzo | 1 – 2 | Alessandria |  |

| 17 febbraio 2013 23ª giornata | Milazzo | 1 – 1 | Castiglione |  |

| 24 febbraio 2013 24ª giornata | Savona | 1 – 0 | Milazzo |  |

| 3 marzo 2013 25ª giornata | Milazzo | 1 – 2 | Bellaria |  |

| 10 marzo 2013 26ª giornata | Giacomense | 2 – 0 | Milazzo |  |

| 17 marzo 2013 27ª giornata | Milazzo | 0 – 1 | Venezia |  |

| 24 marzo 2013 28ª giornata | Vallée d'Aoste | 1 – 0 | Milazzo |  |

| 7 aprile 2013 29ª giornata | Milazzo | 0 – 1 | Renate |  |

| 14 aprile 2013 30ª giornata | Santarcangelo | 3 – 0 | Milazzo |  |

| 21 aprile 2013 31ª giornata | Milazzo | 0 – 0 | Mantova |  |

| 28 aprile 2013 32ª giornata | Monza | 0 – 0 | Milazzo |  |

| 5 maggio 2013 33ª giornata | Milazzo | 0 – 5 | Rimini |  |

| 12 maggio 2013 34ª giornata | Bassano Virtus | 3 – 1 | Milazzo |  |